# Revista de Poesia
|  | No s'ha de confondre amb Poesia (revista). |

Revista de Poesia (1925–1927) fou una publicació literària de Barcelona de la que n'aparegueren onze números.
Vinculada al moviment noucentista, va estar dirigida per Marià Manent i comptava amb un consell de redacció format per Jaume Bofill i Ferro, Tomàs Garcés, Juan Gutiérrez Gili, Rossend Llates, Josep Millàs Raurell, Anna Maria de Saavedra i Carles Fages de Climent. Hi col·laboraren també Carles Riba, J.V. Foix, Josep Carner i Josep Lleonart, entre d'altres. Contenia articles de crítica literària i teoria de la poesia, així com poemes originals en català o traduïts. Un número especial fou dedicat a Salvat-Papasseit.